# Austfjorden
60°44′56″N 5°16′49″Ø / 60.74889°N 5.28028°Ø
Austfjorden er en fortsættelse af Fensfjorden i kommunerne Masfjorden og Lindås i Vestland fylke i Norge. Den er omkring  20 km lang, og går i sydøstlig retning til Eidatrædet lige nord for Ostereidet. Fra Ostereidet er der kun lidt over 1,5 km over til Osterfjorden på modsat side. 
Austfjorden starter mellem Ådnøyni i syd og Kvamsøya i nord. Nord for Kvamsøya går Masfjorden nordover. Austfjorden har en fjordarm der kaldes  Hindnesfjorden, som går parallelt med Austfjorden, og som igen har en fjordarm med navnet  Dalafjorden. 
På nordsiden af Austfjorden er der flere dybe vige nordover. Den første af disse er den 2 km lange Mjangersvågen med Mjanger i bunden. De to næste er Nordkvingevågen ind til Nordkvingo og Sørekvingevågen ind til Sørkvingo. Mellem disse to vige ligger næsset Melshovden. Lidt længere inde i fjorden ligger Kjekallevågen hvor der er bygget en dæmning og en bro yderst i vågen langs fylkesvej 374. Vest for Kjekallevågen ligger indløbet til Hindnesfjorden. Herfra strækker Austfjorden sig 6 km længere sydøstover, mens Hindnesfjorden går yderligere 2 km længere ind. 